# Gmina Otmuchów
Die Gmina Otmuchów (deutsch: Gemeinde Ottmachau) ist eine Stadt- und Landgemeinde im Powiat Nyski der Woiwodschaft Opole in Polen.
Sitz der 187,41 Quadratkilometer großen Gemeinde mit 14.225 Einwohnern ist die Stadt Otmuchów mit fast 5000 Einwohnern, die auch Teil dieser Gemeinde ist. Die Gemeinde umfasst 39 Ortschaften und grenzt an die Stadt Giżycko und die Gemeinden Głuchołazy, Kamiennik, Nysa, Paczków, Pakosławice und Ziębice sowie an Tschechien.

## Politik

### Bürgermeister
An der Spitze der Stadtverwaltung steht der Bürgermeister. Dies war seit 2002 Jan Woźniak, der der linksorientierten Nowa Lewica angehört, aber mit seinem eigenen Wahlkomitee antritt. Er wurde 2024 von Damian Nowakowski von der rechtsgerichteten PiS abgelöst, der diesmal ebenfalls mit einem eigenen Wahlkomitee antrat. Die turnusmäßige Wahl im April 2024 führte zu folgendem Ergebnis:
- Damian Nowakowski (Wahlkomitee Damian Nowakowski) 41,2 % der Stimmen
- Jan Woźniak (Wahlkomitee Jan Woźniak) 33,6 % der Stimmen
- Łukasz Zięba (Wahlkomitee „Lokale Sozialbewegung“) 17,4 % der Stimmen

In der notwendigen Stichwahl setzte sich Nowakowski mit 60,6 % der Stimmen gegen Amtsinhaber Woźniak durch und wurde zum neuen Bürgermeister gewählt.
Die turnusmäßige Wahl im Oktober 2018 führte zu folgendem Ergebnis:
- Jan Woźniak (Wahlkomitee Jan Woźniak) 57,9 % der Stimmen
- Damian Nowakowski (Prawo i Sprawiedliwość) 24,8 % der Stimmen
- Jan Stępkowski (Wahlkomitee Jan Stępkowski) 17,4 % der Stimmen

Damit wurde Woźniak bereits im ersten Wahlgang wiedergewählt.

### Stadtrat
Der Stadtrat besteht aus 15 Mitgliedern und wird von der Bevölkerung in Einpersonenwahlkreisen gewählt. Die Stadtratswahl 2024 führte zu folgendem Ergebnis:
- Wahlkomitee Damian Nowakowski 33,3 % der Stimmen, 5 Sitze
- Wahlkomitee Jan Woźniak 33,3 % der Stimmen, 5 Sitze
- Wahlkomitee „Lokale Sozialbewegung“ 27,5 % der Stimmen, 4 Sitze
- Wahlkomitee Leszek Kościuk 2,7 % der Stimmen, 1 Sitz
- Übrige 3,2 % der Stimmen, kein Sitz

Die Stadtratswahl 2018 führte zu folgendem Ergebnis:
- Wahlkomitee Jan Woźniak 48,6 % der Stimmen, 11 Sitze
- Wahlkomitee Jan Stępkowski 29,1 % der Stimmen, 4 Sitze
- Prawo i Sprawiedliwość (PiS) 19,3 % der Stimmen, kein Sitz
- Übrige 3,0 % der Stimmen, kein Sitz

### Partnerschaften
Am 11. Dezember 1993 wurde ein Partnerschaftsvertrag mit der deutschen Stadt Bernkastel-Kues unterzeichnet, außerdem besteht mit der polnischen Gemeinde Czarne in der Woiwodschaft Pommern eine Partnerschaft.

## Ortschaften
Die Stadt-und-Land-Gemeinde (gmina miejsko-wiejska) Otmuchów umfasst neben der namensgebenden Stadt mit den Stadtteilen Nieradowice (Nitterwitz; 1936 Lindenberg O.S.; 1937–1945 Nittersdorf), Sarnowice (Sarlowitz; 1936–1945: Stranddorf), Śliwice (Schleibitz) und Wójcice (Woitz; 1936–1945: Eichenau O.S.) 28 Schulzenämter:
- Broniszowice (Brünschwitz)
- Buków (Baucke)
- Goraszowice (Graschwitz; 1936–1945: Schöning)
- Grądy (Perschkenstein)
  - Laskowice (Laskowitz; 1936–1945: Waldwinkel)
  - Pasieki (Bittendorf)
- Janowa (Johnsdorf)
- Jarnołtów (Dürr Arnsdorf)
- Jasienica Górna (Ober Hermsdorf)
- Jodłów (Tannenberg)
- Kałków (Kalkau)
- Kijów (Kaindorf)
- Kwiatków (Blumenthal)
- Lasowice (Laßwitz; 1936–1945: Höhendorf)
- Ligota Wielka (Ellguth; ?–1945: Neuensee)
- Lubiatów (Lobedau)
- Łąka (Wiesau)
- Maciejowice (Matzwitz; 1936–1945: Mühlrain)
- Malerzowice Małe (Klein Mahlendorf)
- Meszno (Mösen)
- Nadziejów (Naasdorf)
  - Kamienna Góra (Steinberg)
- Piotrowice Nyskie (Peterwitz)
  - Krakówkowice (Krackwitz; 1936–1945: Wiesental O.S.)
- Ratnowice (Rathmannsdorf)
- Rysiowice (Reisewitz; 1936–1945: Eichengrund)
- Siedlec (Zedlitz)
- Suszkowice (Tschauschwitz; 1936: Hohenau, 1937–1945: Hochdorf O.S.)
- Starowice (Starrwitz; 1936–1945: Waldreuth)
- Ulanowice (Ullersdorf)
- Wierzbno (Würben)
  - Zwierzyniec (Thiergarten)
- Zwanowice (Schwandorf)

## Söhne und Töchter (Auswahl)
- Alexander von Falkenhausen (1878–1966), General, geboren in Blumenthal.